# 1207.
◄ | 12. stoljeće | 13. stoljeće | 14. stoljeće | ►
◄ | 1170-ih | 1180-ih | 1190-ih | 1200-ih | 1210-ih | 1220-ih | 1230-ih | ►
◄◄ | ◄ | 1204. | 1205. | 1206. | 1207. | 1208. | 1209. | 1210. | ► | ►►
Arhitektura • Astronomija • Glazba • Knjige • Književnost • Kršćanstvo • Medicina • Pravo • Promet • Znanost

## Događaji
- Prvi put se spominje Koprivnica u povijesnim dokumentima.
- U dvorcu Wartburgu se počelo održavati natjecanje Sängerkrieg.
- Osnovan Liverpool.
- Kraj vladavine velikog kijevskog kneza Vsjelovoda IV.
- Kraj vladavine bugarskog cara Kalojana.
- Primirje između križara i nicejskog cara Teodora I. Laskarisa.
- Domald postaje splitskim knezom.
- Mlečanin Marco Sanudo dobio Ciklade za leno i osnovao Vojvodstvo Naksos.
- 2. veljače utemeljena Terra Mariana kao kneževina Svetog Rimskog Carstva.

## Rođenja
- Sveta Elizabeta Ugarska, (†1231.) – svetica, kćer hrvatskog-ugarskog kralj Andrije II.
- Henrik III., engleski kralj

## Vanjske poveznice
|  | Zajednički poslužitelj ima još gradiva o temi 1207. |